# Taifa Sevilla
De taifa Sevilla was een emiraat (taifa) in het zuiden van Spanje en Portugal. De taifa kende een onafhankelijke periode van 1031 tot 1091 onder de familie Banu Abbad. De hoofdstad van de taifa was Sevilla (Arabisch: Ishbiliya).

## Abu al-Qasim (1031–1042)
In 1023 kende de kurah Ishbiliya (district in het kalifaat) een triumviraat met de faqih (rechtsgeleerde) Abu Abd Allah al-Zubaydi, de vizier Abu Mohammed Abd Allah ibn Meryem en de qadi Ismail ibn Qarais. In 1031, na de val van het kalifaat Córdoba, verklaarde Abu al-Qasim, zoon van Ismail ibn Qarais, de kurah als een onafhankelijke taifa.

## Al-Mu'tadid (1042–1069)
De taifa groeide onder Al-Mu'tadid uit van een klein rijk tot de grootste taifa van Al-Andalus. De volgende taifas werden veroverd: Badajoz, Granada, Málaga, Mértola (1044), Huelva, Algarve (1051), Niebla (1053) Algeciras (1055), Silves (1063), Ronda (1065), Morón (1066), Carmona (1067), Arcos (1069) en zelfs Córdoba (1070, verloren in 1075 aan Toledo, maar heroverd in 1077).

## Al-Mu'tamid (1069–1091)
De taifa bereikte onder Al-Mu'tamid zijn hoogtepunt door de verovering in 1078 van Murcia door de dichter Abu Bakr Mohammed Ibn Ammar. De taifa was toen een vazalstaat onder het koninkrijk Castilië. Toen Al-Mu'tamid weigerde nog langer belasting te betalen aan koning Alfonso VI van Castilië besloot deze laatste Sevilla te belegeren. Al-Mu'tamid vroeg daarop de Almoraviden in Marokko om hulp. Dit had tot gevolg dat de Almoraviden vanuit Algeciras het Iberisch Schiereiland binnenvielen en alle islamitische rijkjes veroverden, inclusief de taifa van Sevilla. Na de verwoesting van de stad Sevilla gaf Al-Mu'tamid zijn zonen Al-Rashid en Al-Radi het bevel om de Alcazar over te geven. Hij zelf werd gevangengenomen en meegevoerd naar Marokko, waar hij in 1095 geëxecuteerd werd.

## Kunst en cultuur
De taifa van Sevilla bracht veel wetenschappers en kunstenaars naar het hof. Dit waren o.a. de dichters Ibn Zaydan uit Córdoba, Ibn al-Abbar uit Almería, Ibn al-Labbana uit Denia, Abu Amir ibn Maslama, Ibn Hamdis uit Syracusa en antholoog Abu al-Walid al-Himyari. Al-Mu'tadid was zelf ook een dichter en was bij Ibn Ammar in de leer geweest. Zijn zoon Al-Mu'tamid was tevens een dichter en bevriend geweest met de dichter Abu Bakr Mohammed ibn al-Ammar, die roem had verworven na zijn schaakoverwinning op koning Alfonso VI.

## Lijst van emirs
Banu Abbad
- Abu al-Qasim of Abbad I: 1031–1042
- Abbad II al-Mu'tadid: 1042–1069
- Al-Mu'tamid of Abbad III: 1069–1091